# 熊选国
熊选国（1964年12月—），汉族，湖南澧县人，中华人民共和国政治人物。曾任中华人民共和国司法部党组成员、副部长。

## 生平
1991年7月参加工作，1986年6月加入中国共产党。西南政法学院（现西南政法大学）法学专业毕业，武汉大学法学院刑法专业博士研究生学历（导师是马克昌）。
1981年9月至1988年8月，西南政法学院法律专业本科生、硕士研究生。1988年8月至1991年7月，武汉大学法学院刑法专业博士研究生。
历任最高人民法院干部、助理审判员、审判员、刑事处处长、研究室副主任、刑事审判第二庭庭长、审判委员会委员等职。2005年8月，任最高人民法院副院长。2007年12月，被授予中华人民共和国二级大法官。
2011年8月，任中共新疆维吾尔自治区党委常委、政法委书记。
2016年10月，任中华人民共和国司法部副部长。2023年3月31日，免去司法部副部长职务。
2023年3月，当选第十四届全国政协委员、社会和法制委员会委员。同年4月，任中华全国总工会副主席候选人、书记处书记人选。